# Yard
Yardul este o unitate de măsură a distanței din sistemul de unități de măsură anglo-saxon. Se utilizează încă frecvent în Regatul Unit și Statele Unite ale Americii.
Simbolul yard-ului este yd. Un yard este echivalent cu 0,9144 metri, deci cu exact 3 picioare (3 x 0,3048 m = 0,9144).

## Equivalențe
1 yard este egal cu
- 0,000189393939393933 leghe
- 0,00056818181818182 mile
- 0,0045454545454545 furlongs
- 0,04545454545454545 chains
- 0,1818181818181818 rods
- 3 picioare
- 36 inches
- 36.000 mili

### Alte echivalențe
1 mi (milă terestră) = 1.760 yarzi
1 leghe terestră = 3 mile = 5.280 yarzi.

## A se vedea și
- Sistemul Internațional
- Ordin de mărime
- Rădăcină pătrată
- Rădăcină cubică
- Ridicarea la putere
- Suprafață
- Unități de măsură